# Mauser BK 27
El BK 27 (también BK27 o BK-27) (acrónimo alemán de "Bordkanone": cañón transportado) es un cañón revólver de 27 mm fabricado por Mauser (actualmente forma parte de Rheinmetall). Se desarrolló a finales de los años 60 para el programa MRCA (Multi-Role combat Aircraft) que finalmente se convertiría en el Panavia Tornado.

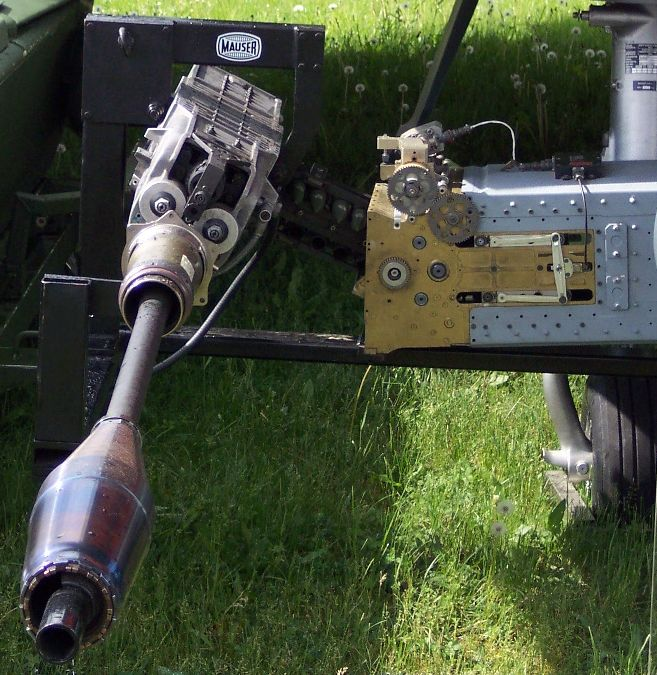
Mauser BK-27 en la Exhibición Aeroespacial Internacional (ILA) de 2006.

El Mauser BK 27 se utiliza en el Panavia Tornado, el Alpha Jet, el Saab 39 Gripen y el Eurofighter Typhoon. Inicialmente la Fuerza Aérea de los Estados Unidos quería producir bajo licencia esta arma para el F-35 pero esos planes parecen haber sido cancelados en favor del GAU-12.
Existen versiones navales, MN 27 GS y MLG 27, utilizadas en muchos buques de la Marina de Guerra alemana.

## Usuarios

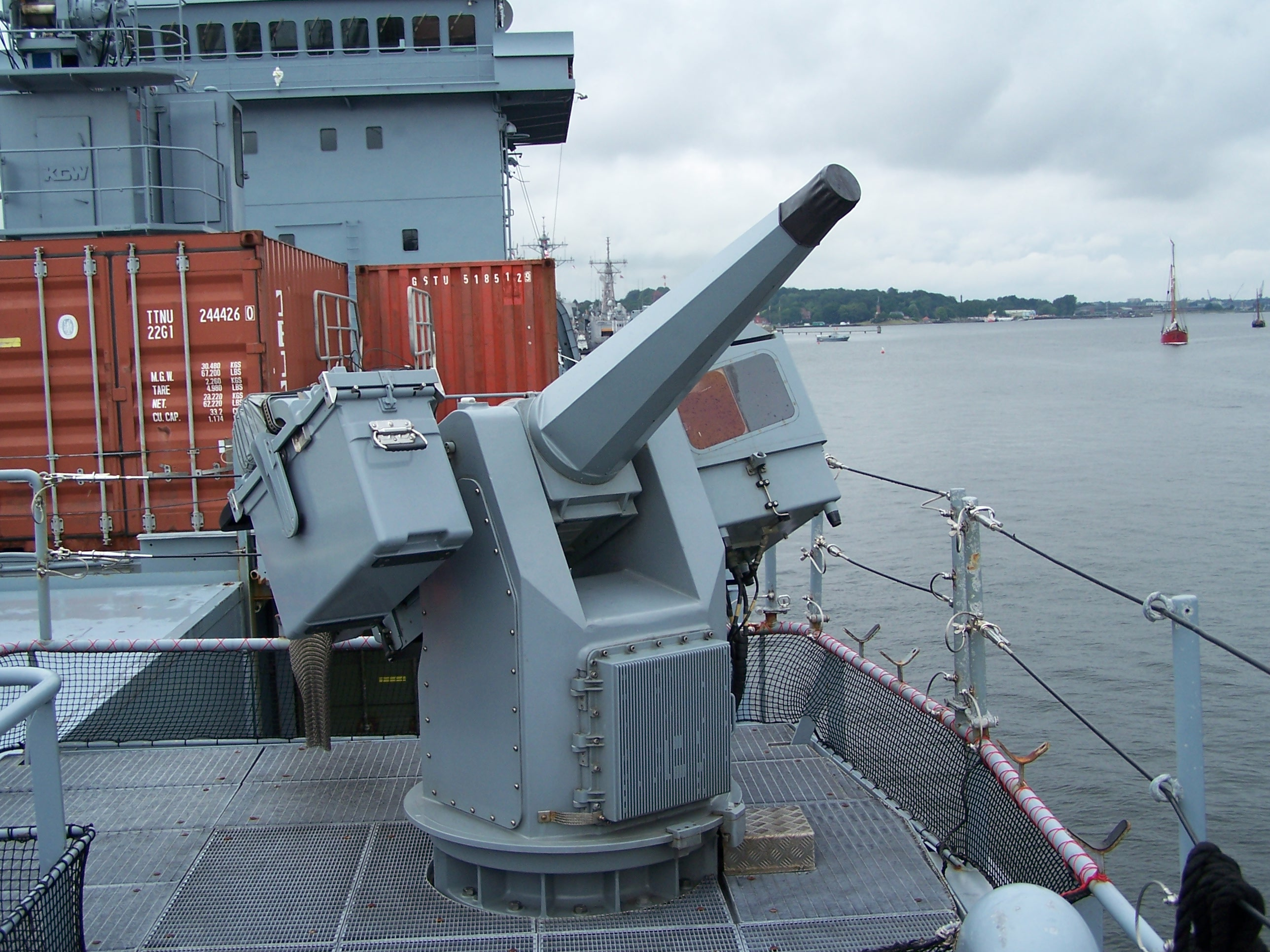
MLG 27 a bordo de un buque de aprovisionamiento clase Elbe de la Deutsche Marine.

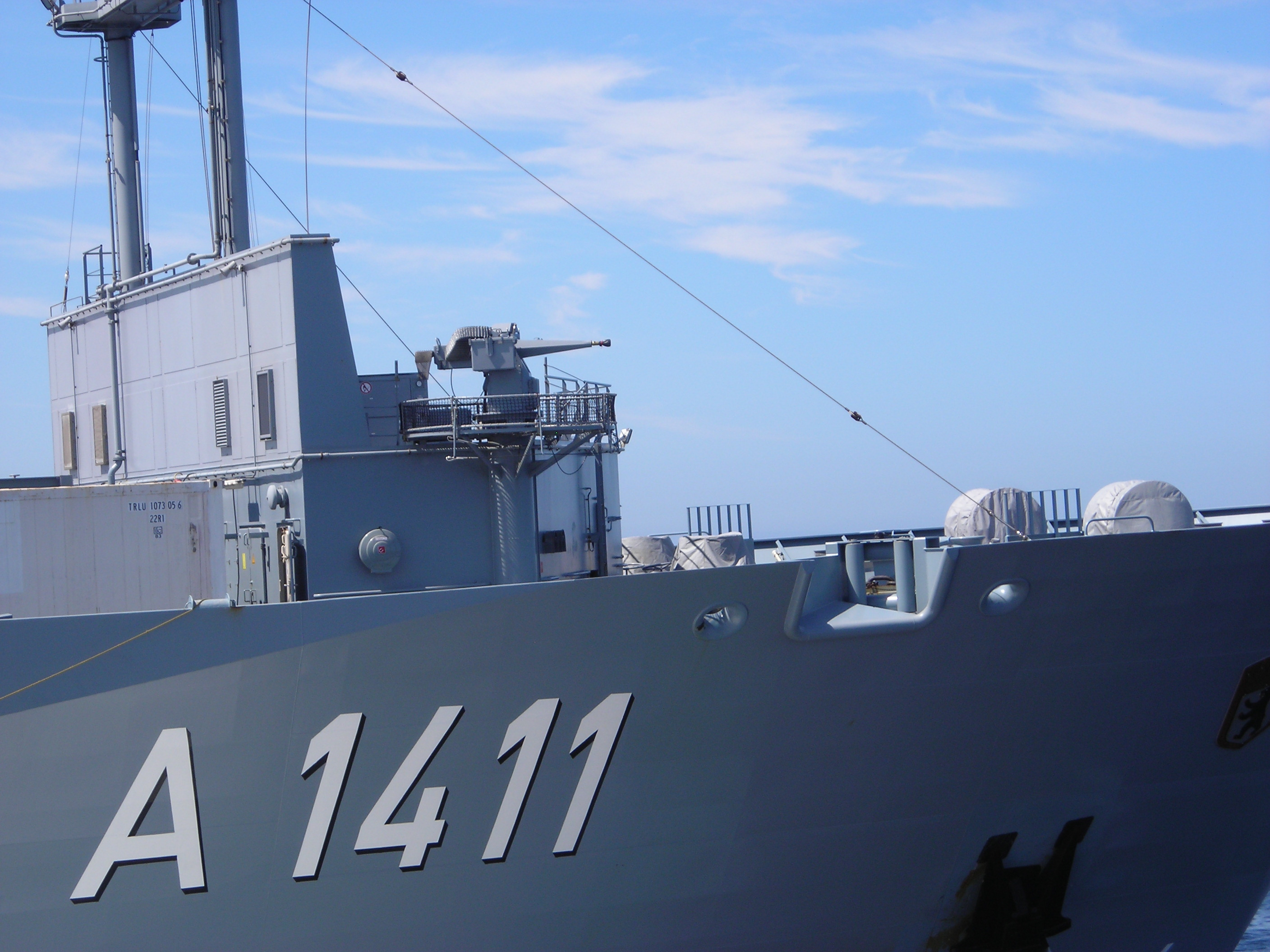
MLG 27 a bordo de un buque de aprovisionamiento clase Berlin de la Deutsche Marine.

### Actuales
Alemania
- Luftwaffe: Panavia Tornado, Eurofighter
- Deutsche Marine: MLG 27

 Arabia Saudita
- Real Fuerza Aérea Saudí: Panavia Tornado, Eurofighter

 Argelia
- Armada argelina[1]

 Austria
- Fuerza Aérea Austriaca: Eurofighter

 Brasil
- Fuerza Aérea Brasileña: Gripen[2]

 Brunéi
- Real Fuerza Aérea bruneana

 Camerún
- Fuerza Aérea camerunesa: Alpha Jet

 Canadá
- Top Aces: Alpha Jet

 Emiratos Árabes Unidos
- Armada de los Emiratos Árabes Unidos

 España
- Ejército del Aire: Eurofighter

 Hungría
- Fuerza Aérea Húngara: Gripen

 Italia
- Aeronautica Militare: Panavia Tornado, Eurofighter

 Reino Unido
- Real Fuerza Aérea británica: Eurofighter

 República Checa
- Fuerza Aérea del Ejército de la República Checa: Gripen

 Sudáfrica
- South African Air Force: Gripen

 Suecia
- Fuerza Aérea Sueca (bajo la designación 27 mm automatkanon m/85, 27 mm akan m/85): Gripen

 Tailandia
- Real Fuerza Aérea Tailandesa: Alpha Jet, Gripen

### Anteriores
Portugal
- Fuerza Aérea Portuguesa: Alpha Jet

 Reino Unido
- Real Fuerza Aérea británica: Panavia Tornado
- QinetiQ: Alpha Jet